# 小行星33044
小行星33044（33044 Erikdavy）是一颗绕太阳运转的小行星，为主小行星带小行星。该小行星于1997年10月发现。

## 轨道参数
小行星33044的轨道半长轴为355 861 898 km（2.3787560 UA），离心率为0.091。